# 致癌烴
致癌烴是指具有致癌性的稠環芳烴。有些致癌烴在煤、石油、木材和煙草等燃燒不完全時能夠產生。煤焦油中也含有某些致癌烴。致癌烴多爲蒽和菲的衍生物，當蒽的10位或9位上有烴基時，其致癌性增強。 3環以上、7環以下的許多芳香烴，其中有不少有致癌活性；能致癌的烴中，其活性又有強弱不同。